# Índice músculo-óseo
El índice músculo/óseo surge de la relación entre la cantidad de  masa muscular y  masa ósea en una determinada persona, por lo tanto nos da una idea de cuantos kilos de músculo existe por cada kilo de esqueleto.
Valores  cercanos a 5/1 son frecuentes en sujetos que practican Halterofilia, donde se observa gran desarrollo muscular, en cambio valores muy inferiores son típicos de maratonistas donde se requiere poco volumen muscular para practicar dicha disciplina y se condice con un esqueleto de menor peso.

## Utilidades
Es utilizado para evaluar  la composición corporal en diferentes disciplinas y es una forma de relacionar diferentes datos antropométricos. Su valor depende del sexo, del deporte en cuestión , de la posición de juego y el tipo de alimentación.